# Île Macquarie
Pour les articles homonymes, voir Macquarie.
L’île Macquarie se situe dans le Sud-Ouest de l'océan Pacifique, à 1 072 km environ au sud-sud-ouest de la Nouvelle-Zélande et à 1 483 km au sud-sud-est de la Tasmanie. Île australienne, elle est administrativement rattachée à la Tasmanie depuis 1890 et est devenue réserve d’État en 1978. Elle dépend depuis 1973 du Conseil de la vallée Huon et figure depuis 1997 sur la liste du patrimoine mondial.
Elle a été découverte par le Britannique australien Frederick Hasselborough (en) en 1810 alors qu'il cherchait des territoires de chasse aux phoques. Il la nomma du nom du gouverneur de Nouvelle-Galles du Sud, le colonel Lachlan Macquarie.

## Histoire

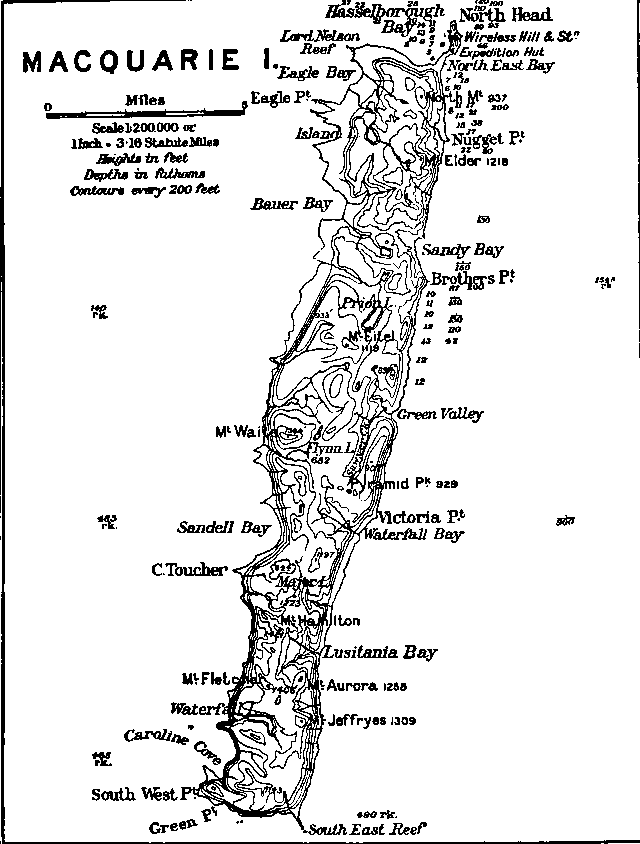
Carte de l'île Macquarie

L'île est découverte fortuitement le 11 juillet 1810 par l'Australien Frederick Hasselborough (en) qui cherche alors de nouvelles terres pour la chasse aux phoques. Il proclame la souveraineté britannique sur l'île et l'annexe en tant que colonie de la Nouvelle-Galles du Sud. L'île tire son nom du gouverneur de la Nouvelle-Galles-du-Sud de l'époque, le colonel Lachlan Macquarie. Hasselborough ayant affirmé avoir découvert des vestiges d'une culture ancienne sur l'île, il a longtemps été suggéré que des peuples Polynésiens s'y étaient rendus avant sa découverte par les Européens.
Le navigateur Fabian Gottlieb von Bellingshausen, qui explore la région pour le compte d'Alexandre Ier de Russie, fournit la première carte de l'île. Bellingshausen y débarque le 28 novembre 1820 et en établit la position géographique. Entre 1810 et 1919, les manchots et les phoques de l'île sont chassés presque jusqu'à leur extinction. L'idée d'établir un établissement pénitentiaire sur l'île est rejetée du fait de la dureté des conditions de vie sur l'île et de la dangerosité de la navigation sur les eaux environnantes.
En 1890, la Nouvelle-Galles-du-Sud cède l'île à la Tasmanie qui la confie à Joseph Hatch (en). Ce dernier utilise l'île entre 1902 et 1920 pour y exploiter les manchots.
Entre 1911 et 1914, l'île devient une base pour l'expédition antarctique australasienne dirigée par Sir Douglas Mawson. George Ainsworth dirige une station météorologique sur l'île entre 1911 et 1913, suivi par Harold Power entre 1913 et 1914 et Arthur Tulloch entre 1914 et sa fermeture en 1915. En 1933, les autorités font de l'île un sanctuaire pour la vie sauvage basé sur le Tasmanian Animals and Birds Protection Act de 1928. En 1972, elle est érigée en réserve d'État.
Le Département australien de l'Antarctique (AAD) maintient une base permanente sur l'île depuis 1948, chargée des relevés météorologiques et de relais avec les bases antarctiques ainsi que de recherches scientifiques. Il y a entre 20 et 40 personnes tout au long de l'année qui constituent les seuls résidents de l'île.

## Géographie

### Géographie physique
L’île, avec une longueur approximative de 34 km et une largeur régulière de 5 km en moyenne occupe une surface de 128 km2. À proximité se trouvent deux îlets, le Judge and Clerk Islets (en) d'une surface de 0,2 km2 à 14 km au nord et le Bishop and Clerk Islets (en) d'une surface de 0,6 km2 à 34 km au sud. Ces îles forment le territoire le plus méridional de l'Australie, à trois jours de navigation de la Tasmanie.
Au XIXe siècle, il était supposé l'existence d'une île plus au sud de Macquarie, appelée l'île Emerald, ainsi que d'un autre groupe d'îles fantômes au nord-ouest appelées îles de la Compagnie Royale.

### Géologie

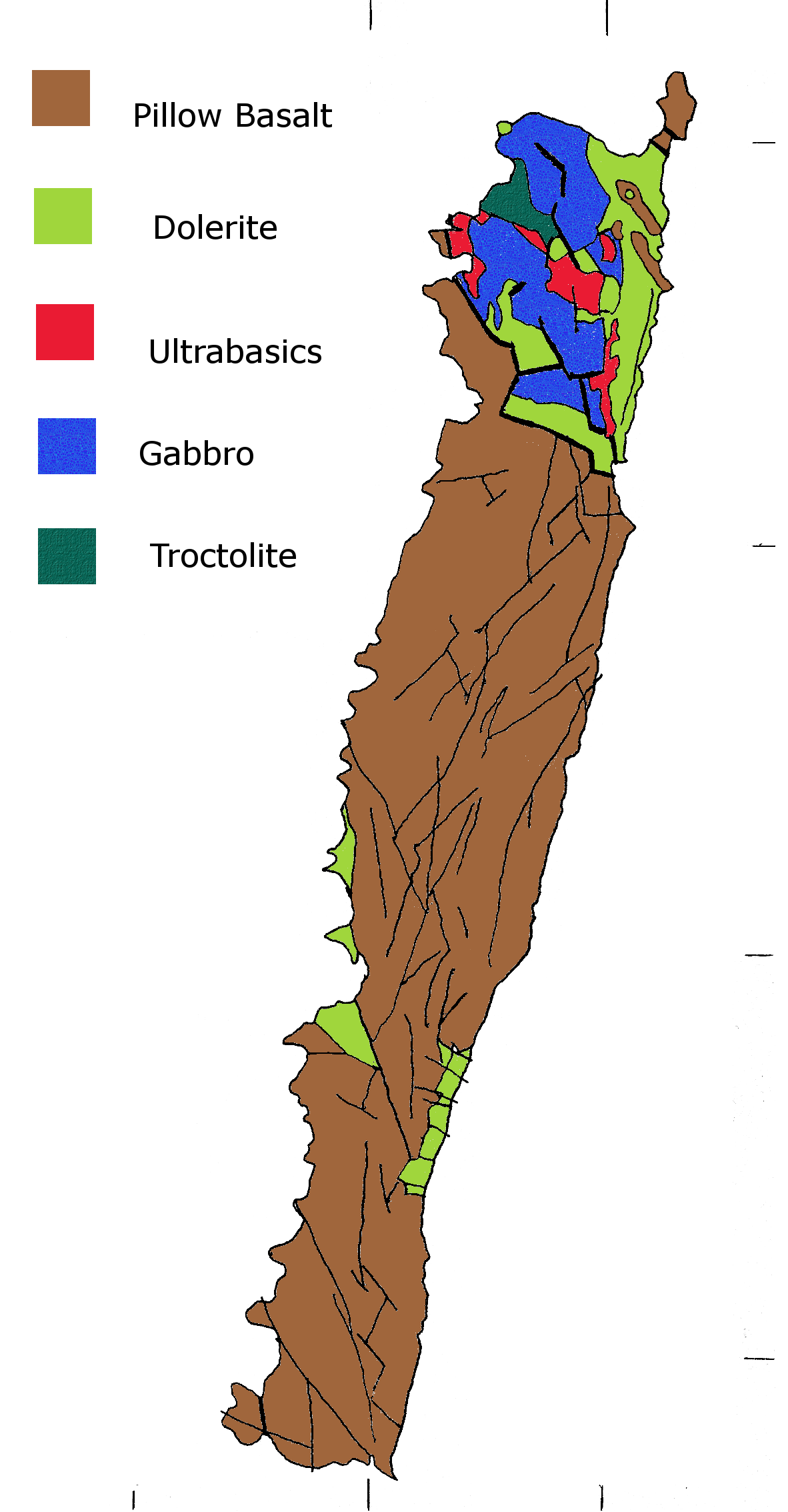
Carte géologique de l'île Macquarie.

L'ensemble est la partie émergée d'une  faille sous-marine à laquelle l'île a donné son nom, la faille Macquarie, et d'une chaîne qui s'étendent depuis la Nouvelle-Zélande sur un axe nord-nord-est/sud-sud-ouest. La topographie locale étant issue de plaques tectoniques transformantes, la région est soumise à de puissants tremblements de terre. Ainsi le 23 décembre 2004, un tremblement de terre de magnitude 8,1 sur l'échelle de Richter (un des plus puissants jamais enregistrés) frappa l'île mais sans dégât majeur. Le 12 avril 2008, un tremblement de terre de 7,1 de magnitude se produisit sur la faille, non loin de l'île Macquarie.

### Climat
L'île Macquarie a un climat de type ETf (toundra maritime) ou subantarctique maritime, extrêmement venteux, mais pas forcément froid, car aucun mois, même la nuit, ne connaît de températures négatives en moyenne, avec comme record de chaleur 14,3 °C le 18 mars 2001 et comme record de froid −9,4 °C le 3 juillet 2003. La température moyenne annuelle est de 4,9 °C.
| Mois                              | jan. | fév. | mars | avril | mai  | juin | jui. | août | sep. | oct. | nov. | déc. | année   |
| --------------------------------- | ---- | ---- | ---- | ----- | ---- | ---- | ---- | ---- | ---- | ---- | ---- | ---- | ------- |
| Température minimale moyenne (°C) | 5,7  | 5,8  | 5    | 4     | 2,8  | 1,8  | 2    | 1,7  | 2    | 2,3  | 3,1  | 4,6  | 3,4     |
| Température moyenne (°C)          | 7,1  | 7,2  | 6,5  | 5,5   | 4,4  | 3,4  | 3,5  | 3,4  | 3,7  | 4    | 4,8  | 6,1  | 4,9     |
| Température maximale moyenne (°C) | 8,6  | 8,6  | 8    | 6,9   | 6    | 5    | 4,9  | 5    | 5,4  | 5,8  | 6,4  | 7,7  | 6,5     |
| Record de froid (°C)              | 0,9  | 0,7  | −2   | −3    | −6,3 | −6,7 | −9,4 | −8,8 | −7   | −5   | −3,7 | −1   | −9,4    |
| Record de chaleur (°C)            | 12,9 | 14   | 14,3 | 14    | 10,2 | 10,8 | 11   | 10   | 10,5 | 9    | 12,4 | 13,6 | 14,3    |
| Précipitations (mm)               | 82,2 | 86   | 96   | 92,8  | 97,2 | 83,6 | 79   | 87,6 | 68,3 | 88,8 | 72,4 | 73,6 | 1 007,7 |

## Faune et flore

### Faune terrestre
En 1870, des lapins et chats sont introduits sur l'île par les marins. Devenus envahissants et causant de grands dommages à la flore et faune locales, ils entraînent la disparition d’espèces, une modification du paysage et un accroissement de l’érosion (à la suite de la disparition de la végétation qui protégeait les sols du vent et des pluies). En 1970 est lancé un programme d’éradication des lapins à l’aide du virus de la myxomatose. De 1980 à 2000, les chats, qui étaient prédateurs des jeunes lapins, se rabattent alors sur d'autres proies : les oiseaux marins. Un nouveau programme d’éradication est mis en place cette fois pour réguler la population féline. Dans les années 2000, profitant de la disparition des chats, la population des lapins ayant survécu à la myxomatose explose à nouveau, menaçant la végétation de l’île. Réduite, grâce à la myxomatose à environ 10 000 dans les années 1980, leur population est revenue à 100 000 depuis 2007.
Le rat fait aussi partie des espèces invasives. Le gouvernement fédéral australien et le gouvernement de Tasmanie ont lancé, comme pour d'autres îles du Pacifique, un plan d'éradication qui a déjà coûté plus de 24 millions de dollars australiens.
Des scientifiques critiquent aujourd'hui le plan d'éradication des chats harets qui a été conduit afin de préserver les oiseaux marins, car il a finalement favorisé l'explosion de la population de lapins qui ravagent la végétation, elle-même indispensable à la survie des oiseaux. Les dégâts environnementaux sont estimés à 24 millions de dollars australiens. Un programme « Aliens in Antarctica » encadre de nouveaux travaux.

### Faune marine
Les principaux mammifères marins sont les otaries à fourrure subantarctique, les otaries à fourrure de Nouvelle-Zélande, les otaries de Kerguelen – ces espèces réalisant parfois des reproductions croisées – et les éléphants de mer. Des troupes d'Orques chassent aussi dans les eaux de l'île
.
Protection des Baleines: Les baleiniers ne sont pas autorisés à s'approcher à moins de 20 km (12 miles) des côtes de l'île.

### Oiseaux
La faune aviaire est constituée de 55 espèces d'oiseaux marins et 80 espèces d'oiseaux terrestres dont une bonne part est endémique et en danger (30 espèces sont inscrites sur la liste rouge de l'UICN). La majorité des espèces nicheuses sont des manchots (Manchots papous, Manchots royaux), des Gorfous de Schlegel – dont l'île constitue leur unique lieu de nidification connu, situé légèrement en altitude –, des pétrels, des labbes et des albatros. Cependant, la liste des oiseaux de l'île comprend également des accidentels, y compris des passereaux, en provenance de Nouvelle-Zélande et d'Australie.

### Insectes
Les insectes, presque tous endémiques, ont souvent perdu leurs ailes, du fait des fortes conditions de vent. Le collembole Azoritoma macquariensis est lui aussi endémique - d'où son nom.

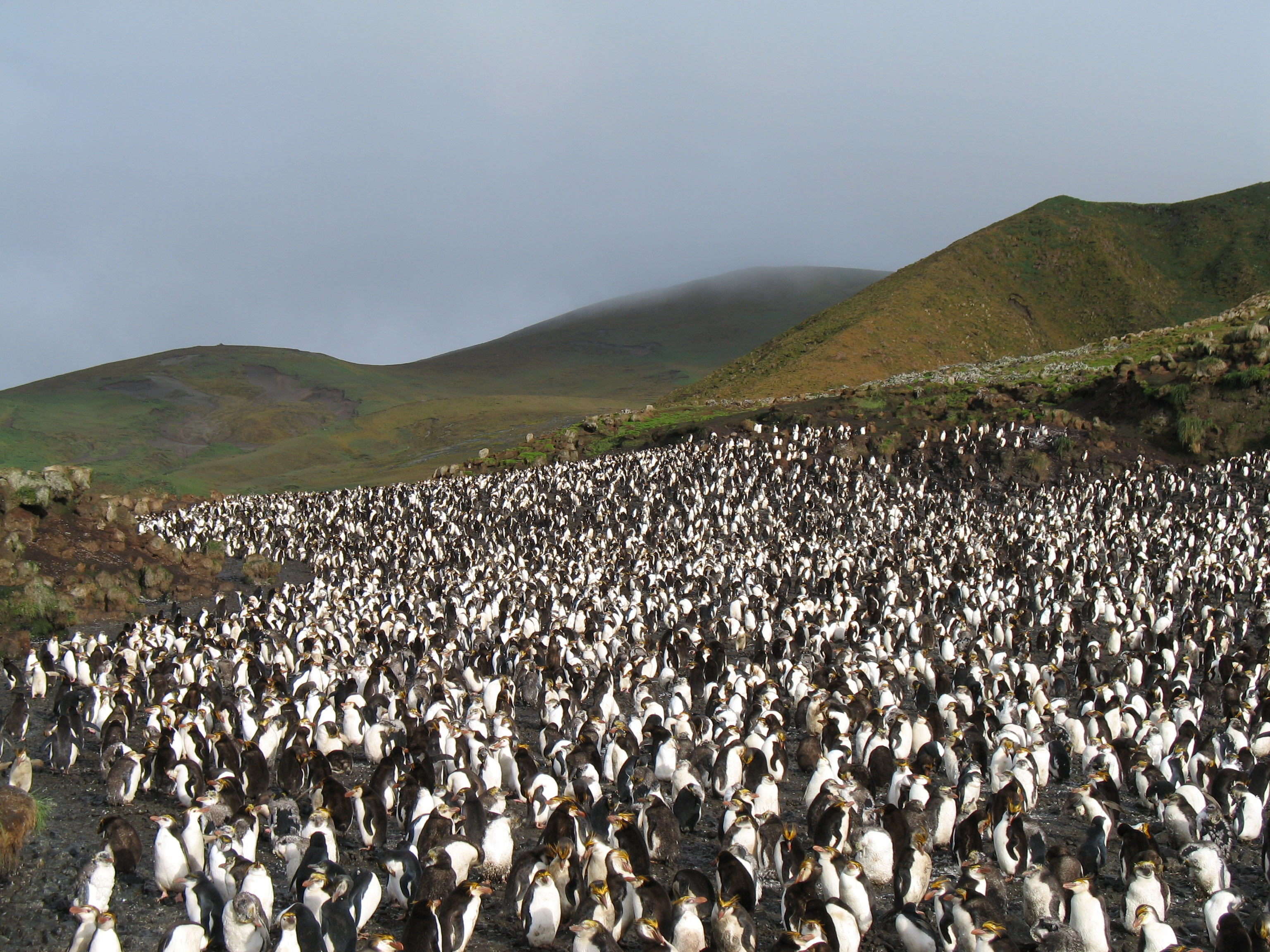
Colonie de Gorfous de Schlegel (Eudyptes schlegeli).
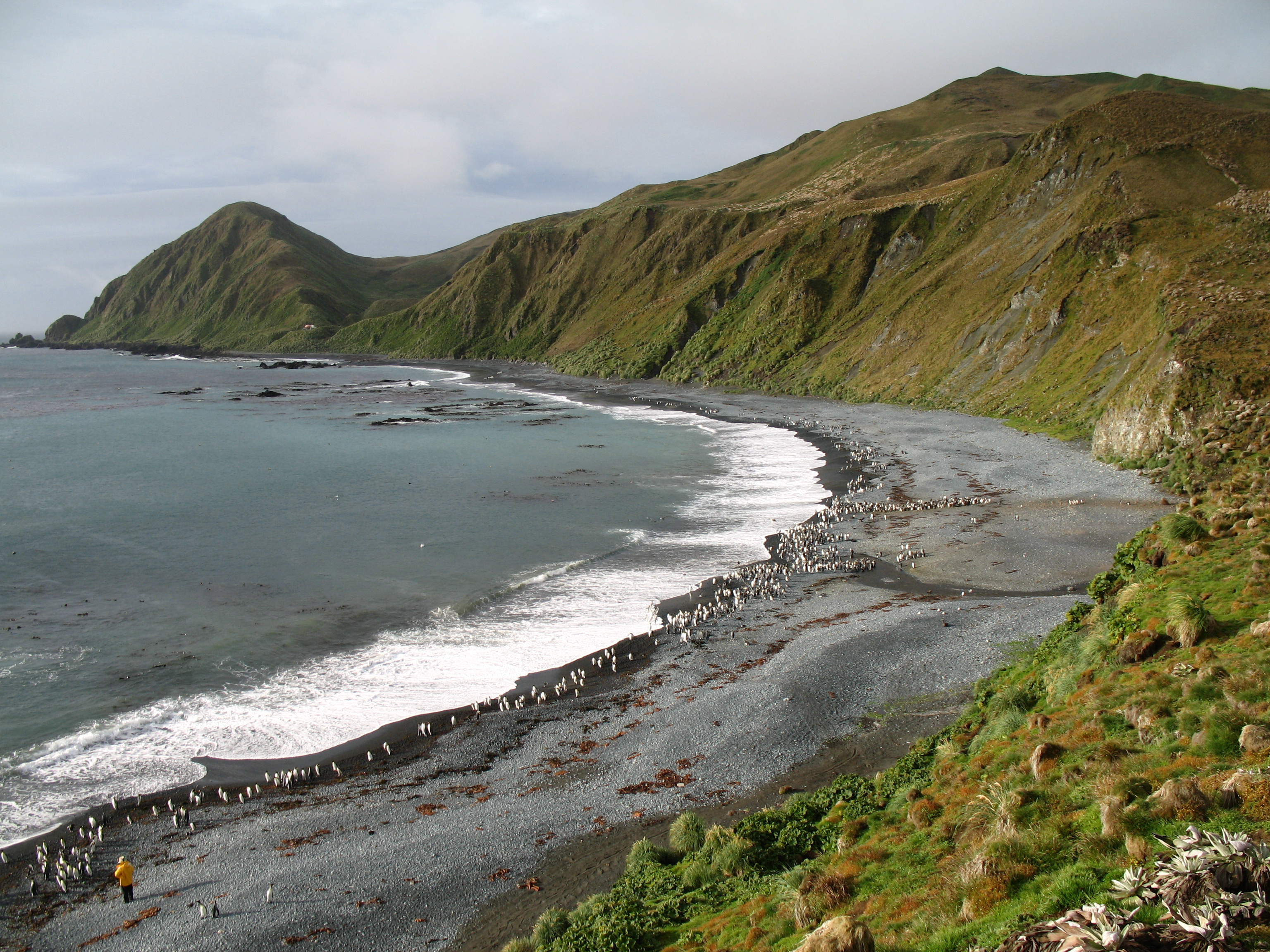
Plage.
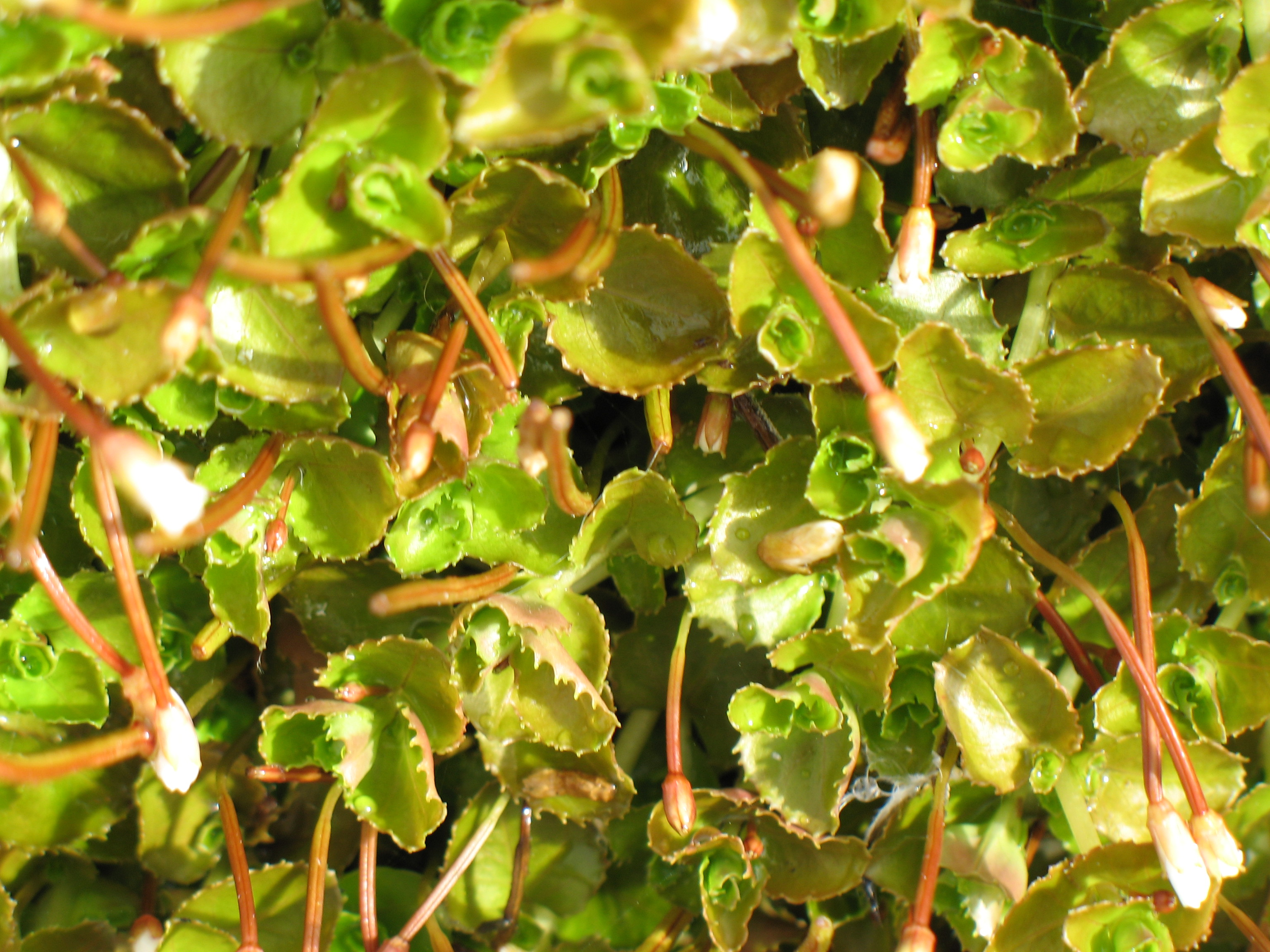
Flore typique de l'île.
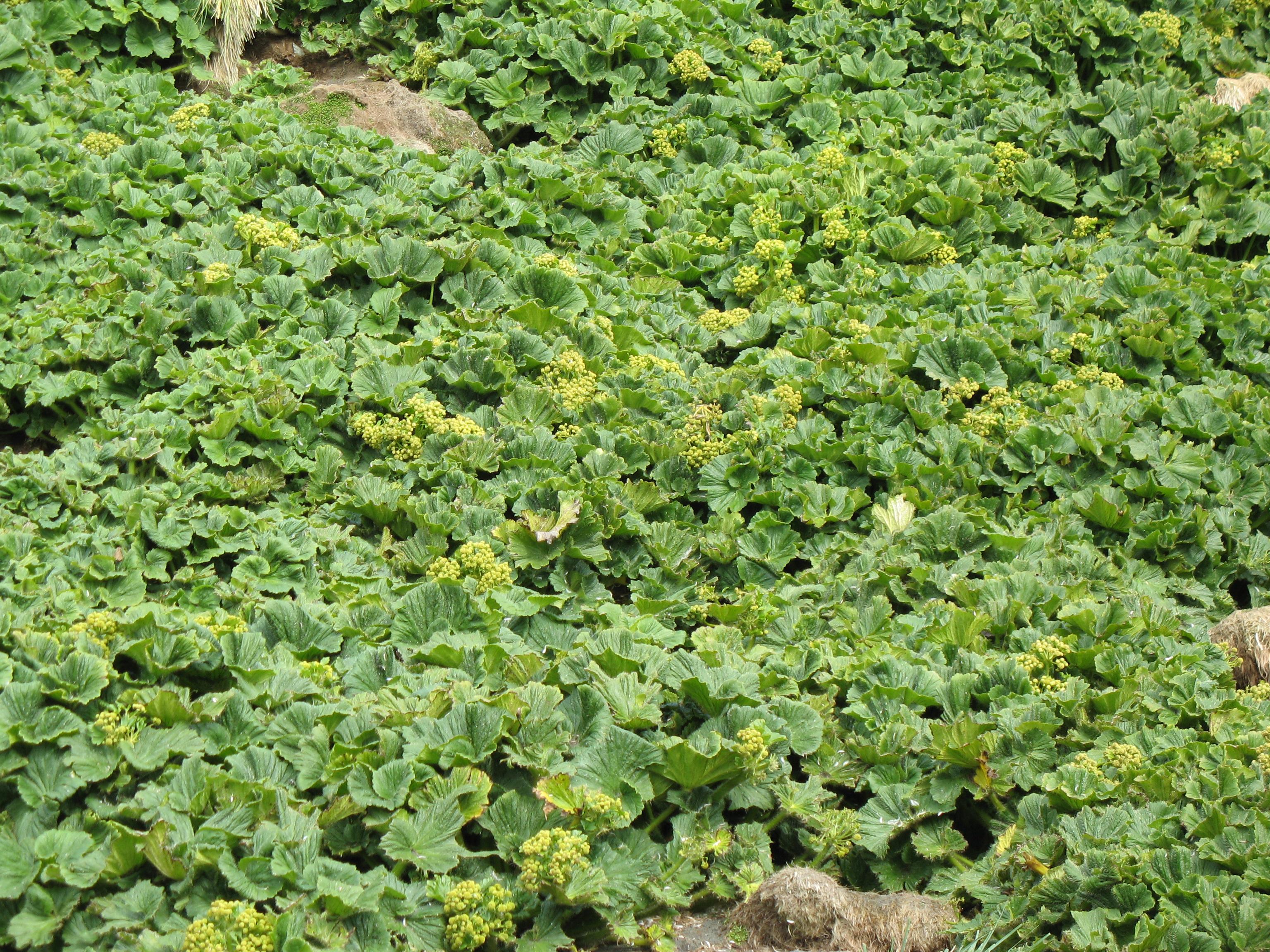
Flore, en bordure de plage.

### Flore
Pour la liste des espèces végétales et leur endémisme, se reporter à l'article Flore des îles Kerguelen.